# Aérodrome d'Alès Cévennes
L’aérodrome d’Alès Cévennes (code OACI : LFMS) est un aérodrome ouvert à la circulation aérienne publique (CAP), situé sur les communes de Deaux et Vézénobres à 8 km au sud-sud-est d’Alès dans le Gard (région Occitanie, France).
Il est utilisé pour la pratique d’activités de loisirs et de tourisme (aviation légère et hélicoptère).

## Histoire
Son gestionnaire et son propriétaire est la Chambre de commerce et d'industrie d'Alès Cévennes. L’aérodrome fut créé par la CCI en 1975.

## Installations
L’aérodrome dispose d’une piste bitumée orientée sud-nord (01/19), longue de 1 400 m et large de 30. Elle est dotée :
- d’un balisage diurne et nocturne ;
- d’un indicateur de plan d’approche (PAPI) pour le sens d’atterrissage 01.

L’aérodrome n’est pas contrôlé mais dispose d’un service d’information de vol (AFIS). Les communications s’effectuent sur la fréquence de 130,205 MHz. Il est agréé avec limitations pour le vol à vue (VFR) de nuit et le vol aux instruments (IFR).
S’y ajoutent :
- une aire de stationnement ;
- des hangars ;
- une station d’avitaillement en carburant (100LL) ;
- un pélicandrome (base de ravitaillement en retardant et eau pour les aéronefs de lutte contre les feux de forêt)[2].

## Activités
- Aéroclub d’Alès et des Cévennes
- Cévennes Hélicoptères
- Ecolight Air ULM

| \| 20 km1:2 341 000 \| Albi · Le Sequestre Montauban Millau · Larzac Cassagnes · Bégonhès Villefranche-de-Rouergue Mende · Brenoux Nogaro Condom · Valence-sur-Baïse Cahors · Lalbenque Figeac · Livernon Lasbordes Muret-Lherm · Saint-Gaudens · Montréjeau Bagnères · de-Luchon Pamiers · Les Pujols Saint-Girons · Antichan Castelnaudary · Villeneuve Lézignan · Corbières Alès · Cévennes Toulouse · Blagnac Francazal · Auch · Gers Castres · Mazamet Rodez · Aveyron Tarbes · Lourdes · Pyrénées Brive · Souillac Carcassonne · Salvaza Montpellier · Méditerranée Béziers · Cap d'Agde Nîmes · Garons Perpignan · Rivesaltes |
| 20 km1:2 341 000 |